# Curimopsis cabrerensis
Curimopsis cabrerensis là một loài bọ cánh cứng trong họ Byrrhidae. Loài này được Puetz in Puetz & Klausnitzer miêu tả khoa học năm 2006.